# Челышов, Михаил Дмитриевич

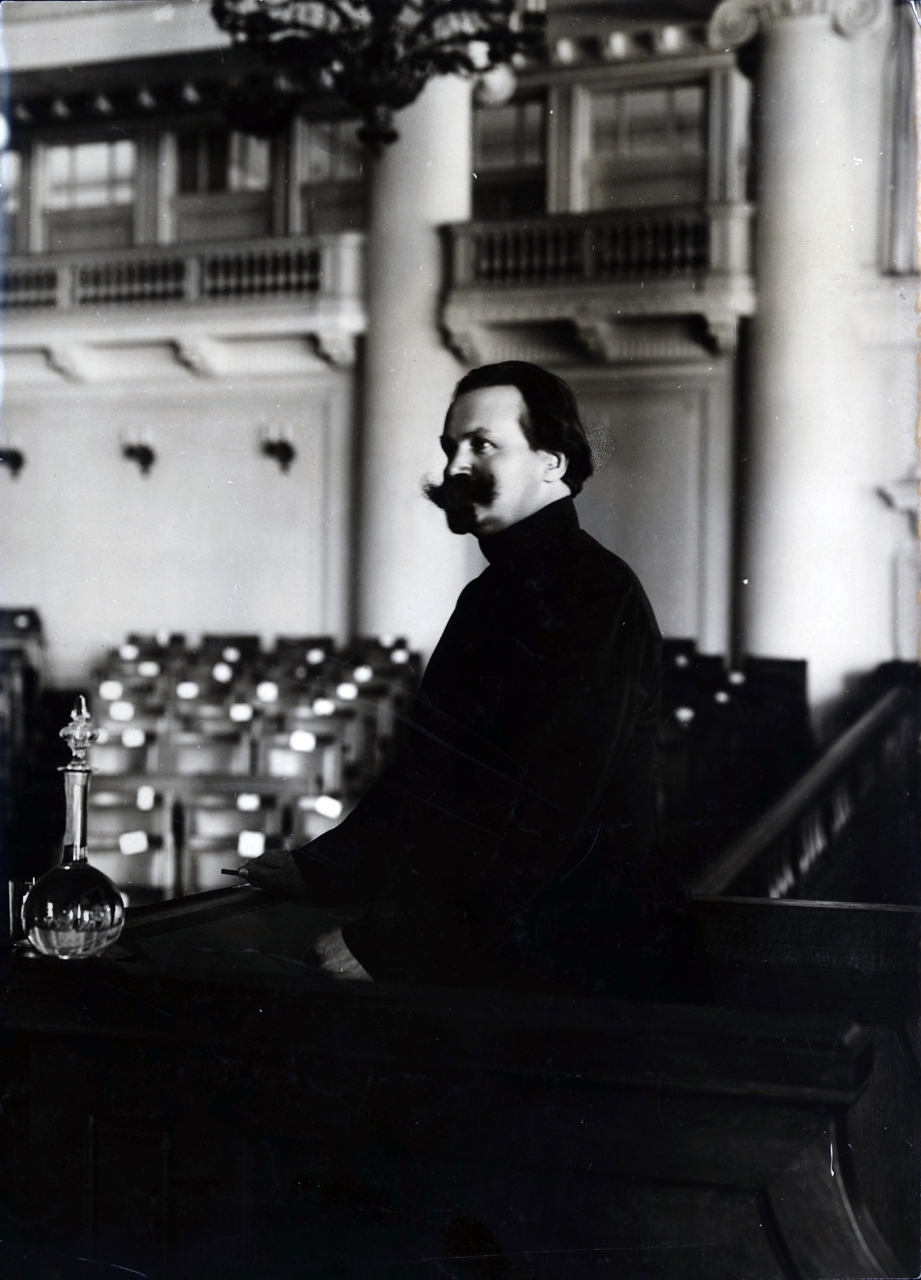
Член III Государственной Думы М. Д. Челышов произносит речь против пьянства

Михаи́л Дми́триевич Челышо́в (Челыше́в) (26 сентября (8 октября) 1866, Владимирская губерния — 13 (26) сентября 1915, Самара) — член Государственной думы Российской империи III созыва от Самарской губернии, член партии «Союз 17 октября», городской голова Самары, выдающийся деятель трезвенного движения в России.

## Биография
Родился 26 сентября (8 октября) 1866 в деревне Ворынино (Ворынина) Давыдовской волости Владимирского уезда Владимирской губернии (ныне — деревня Ворынино Второвского сельского поселения Камешковского района Владимирской области) в семье крестьянина-маляра старообрядца (единоверца) Дмитрия Ермиловича Челышова. В некоторых источниках встречается написание «Челышев», однако достоверно известно, что оно ошибочно. Сохранились документы с личной подписью Михаила Дмитриевича — «Челышов» и флюгер, где также выбита эта фамилия. Деревня до отмены крепостного права была «казённой». Это значит, что предки Челышова были государственными крестьянами (не крепостными) — свободными людьми. До 1877 жил в родной деревне. Учился в двухклассной церковно-приходской школе. Из 3-го или 4-го класса был изгнан за споры с учителем. В 1877 вместе с семьёй отца переехал из родной деревни в Самару.
Около 1882 самарский купец-единоверец Л. С. Аржанов одолжил смышлёному и энергичному 16-летнему рабочему-маляру Михаилу Челышову 10 тыс. руб. на основание собственного дела. На них отец юноши создал «Торговый дом Д. Е. Челышов с сыновьями», занимавшийся строительными подрядами. Капитал торгового дома был нераздельным. Фактическим руководителем торгового дома вскоре стал Михаил Челышов. С 1892 и до своей кончины был гласным Самарской городской думы. Руководил строительством храма во имя святых мучениц Веры, Надежды, Любови и матери их Софии, освящённого в 1898, был его старостой. В 1904—1910 — гласный уездного земского собрания. В октябре—декабре 1905 вступил в умеренно правую реформистскую буржуазную партию «Союз 17 октября» и возглавил её Самарский отдел. В мае 1907 участвовал в Петербурге в работе II Всероссийского съезда партии «Союз 17 октября» как делегат от Самарского отдела. По его предложению 8 мая 1907 съезд единогласно принял резолюцию: «Необходима немедленная и энергичная борьба правительства совместно с обществом с народным злом — пьянством, до полного уничтожения его».

14 октября 1907 был избран членом Государственной думы Российской империи III созыва от Самарской губернии. Член фракции «Союза 17 октября». Был известен как решительный противник продажи спиртных напитков и винокурения, выступал на эту тему в Государственной Думе с яркими речами. В первом своём выступлении 16 ноября 1907 в прениях по поводу речи П. А. Столыпина с правительственной декларацией Челышов сказал: 
«Повторяю, если мы не будем трезвы, то в скором времени будем обезличены и стёрты с лица нашей родной земли. Применение Правительством этой системы взимания налогов с населения через водку, по-моему, есть зло, и на это нам, народным представителям, надо взглянуть строго и рассудительно, не с точки зрения отвлечённых политических прав, а действительной и будничной жизни, и такую систему просить правительство отменить».
По его инициативе 11 декабря 1907 была образована Комиссия Государственной Думы «О мерах борьбы с пьянством». Челышов стал её наиболее последовательным членом. 16 ноября 1911 III Государственной Думой был принят подготовленный Комиссией «Проект закона об изменении и дополнении некоторых, относящихся к продаже крепких напитков, постановлений», предусматривавший важные ограничительные и просветительные противоалкогольные меры. По заключению Челышова, главным результатом пятилетней деятельности Комиссии, явилось то, что «пробудилось население»; появилась «громадная волна антиалкогольной идеи, которая, прокатываясь сейчас по России, растёт и ширится и которая истоком своим имеет Государственную Думу».
18 марта 1908 в Самаре в банях, принадлежавших его отцу, Д. Е. Челышову, была устроена провокация, за которой стоял известный производитель пива Альфред фон Вакано, и составлен полицейский протокол «о незаконном распитии вина». В Самаре и Петербурге началась лживая пропагандистская кампания представителей алкогольного капитала против думского депутата-трезвенника М. Д. Челышова. 8 марта 1910 городской судья Самары постановил по «делу о продаже в банях Челышова спиртных напитков»: «…Д. Е. Челышова считать по суду оправданным». Попытки очернить М. Д. Челышова полностью провалились.
В 1910 Челышов был избран самарским городским головой, совмещал эту должность с членством в Государственной думе. За короткий срок вошёл в конфликт с большинством гласных и в 1912 демонстративно оставил пост городского головы. С 1912 — почётный смотритель второго городского шестиклассного училища Самары.
М. Д. Челышов являлся почётным членом «Казанского Общества Трезвости». 6-12 августа 1912 участвовал как член Оргкомитета во Всероссийском съезде практических деятелей по борьбе с алкоголизмом в Москве. Выступил с докладом. Настоял на принятии резолюции о том, что «съезд настаивает на скорейшем проведении… в жизнь думского законопроекта „О мерах борьбы с пьянством“».
В конце июля 1914 Челышов и его сторонники из Самарской городской думы добились разрешения властей ввести в Самаре запрет на продажу алкогольных изделий на период военной мобилизации в связи с началом войны с Германией, что впоследствии было продлено на всё время первой мировой войны. Самара стала первым губернским «сухим» городом в России.
С осени 1914 по сентябрь 1915 Челышов вместе с руководителем Всероссийского Александро-Невского братства трезвости протоиереем П. А. Миртовым посещал министерства, настаивая на недопущении ослабления принятых в России в период первой мировой войны антиалкогольных запретительных мер (т. н. «сухого закона»).
Скончался 13 (26) сентября 1915 в Самаре на 49-м году жизни от перитонита, что вызвало сочувственные отклики по всей России.
Семья
- Дед — Ермила Челышов, крестьянин.
- Отец — Дмитрий Ермилович Челышов (1840 — после 1916).
- Мать — Мария Филипповна Челышова.
- Братья и сёстры — Дмитрий (род. в 1872), Сергей (1873), Мария (1875), Анна (1878, в замужестве — Бахарева), Александр (1882), Наталья (1887).

М. Д. Челышов был дважды женат. От первого брака с Марией Ивановной Челышовой было семеро детей:
- Михаил (1888—1943);
- Константин (1892—1930);
- Сергей (1895—1922 или 1889—1922);
- Екатерина (род. в 1895, с 1916 замужем за вольским купцом Михаилом Лаврентьевичем Чаловым);
- Мария (1898—1900);
- Илья (род. в 1901);
- Анна (1905—1965, была замужем за Владимиром Владимировичем Кабатченко);
  - Сын — Михаил Владимирович Кабатченко.

После смерти первой жены, происшедшей около 1910, женился во второй раз в 1910 на Елизавете Ивановне Деяновой (род. в 1889).

## Память
В 2000 году в Самаре доме семьи Челышовых по адресу ул. Фрунзе, 49 был открыт «Музей истории города Самары им. М. Д. Челышова».
1 января 2016 года Президиумом «Международной академии трезвости» учреждён «Орден М. Д. Челышова», которым, согласно статуту, «награждаются граждане мирового сообщества за особое, деятельное участие в становлении трезвого образа жизни, за героический вклад в борьбу с наркобизнесом и другими вредными явлениями, разрушающими физическое и духовное здоровье человека и общества», а также лица, «проявившие личное мужество в борьбе с производством и распространением табака, алкоголя и других наркотиков».

## Труды и издания Челышова
- Челышов М. Д. Главная причина нашего несчастия. — Самара: Земская типография, 1907. — 29 с.
- Челышов М. Д. Речь депутата Челышева по вопросу пьянства. — СПб.: Отечественная типография, 1909. — 15 с.
- Челышов М. Д. Алкоголизм и школа. — СПб.: Владимирская типо-литография, [1911]. — 106 с.
- Челышов М. Д. Пощадите Россию! : Правда о кабаке, высказанная самим народом по поводу закона о мерах борьбы с пьянством. — Самара: Типо-литография З. Л. Гордон и К°, 1911. — 232 с.
- Челышов М. Д. Речи М. Д. Челышова, произнесенные в Третьей Государственной Думе о необходимости борьбы с пьянством и по другим вопросам. — СПб.: Тип. Александро-Невск. общ. трезв., 1912. — VIII; 786 с.
- Челышов М. Д. В пьянстве — гибель России // Отрезвление. СПб. — 1914. — № 1. — Вып. 2. — С. 3-48.
- Челышов М. Д. Высказывания депутата Государственной Думы Российской Империи / Ред. А. Н. Маюров. — Н. Новгород: Издательский салон ИП Гладкова О. В., 2016 — 95 с.
- Челышов М. Д. Речь депутата М. Д. Челышова, докладчика Комиссии о мерах борьбы с пьянством: заседание Государственной Думы Российской империи 21 и 22 января 1911 г. / Науч. ред. А. Н. Маюров. — Фурманов: Издательский Дом Николаевых, 2016—106 с.